# Henry James Olsen
Henry James Olsen es un personaje ficticio de la serie de televisión Smallville. Es interpretado por el actor canadiense Aaron Ashmore. Es el hermano mayor del Jimmy Olsen de los cómics

## Biografía
Aparece por primera vez en el capítulo 6x01, cuando Zod está destruyendo Metropolis, se revela que fue novio de Chloe hacia 3 años, cuando ella escribía una columna para el Daily Planet; (aunque Chloe lo menciona en el capítulo 4x10), y retoman su relación, y aunque este cree al principio que Clark está interesado en Chloe, poco a poco se hacen amigos, aunque esta amistad no dura mucho, pues cuando Clark es infectado involuntariamente de kriptonita roja por un beso de Lois, el día que Lana y Lex anunciaban públicamente su compromiso, este (Clark) arma un escándalo, e insinúa que quiere estar con Lana, Lois y Chloe al mismo tiempo. Por este mismo motivo, Jimmy termina con Chloe, aunque se reconcilian un par de semanas más tarde.
Un día, casi un mes después, alguien golpea a Jimmy, mientras este revelaba una foto en el Daily Planet, y este tiene un extraño sueño, en el que se ve como un fotógrafo de los 40. Ese mismo día (al despertar), le ofrecen a Jimmy un trabajo, pero lejos de la ciudad, por lo que termina con Chloe, jurando que regresará, lo cual hace, 4 o 5 meses más tarde.
Al volver, retoma su relación con Chloe, aunque comienza a sentir una vaga atracción hacia Kara, la prima kriptoniana de Clark.
Cuando Chloe se da cuenta del desprecio de Jimmy por los afectados por el meteorito (pues ella es una, aunque Jimmy no lo sabe), termina su relación, pero cuando un experimento humano fallido de Lex los encierra junto a una bomba en el ascensor, ella le confiesa la verdad (se lo demuestra curando su dedo), Clark los salva a tiempo, poco después de esto, ellos se reconcilian.
Unas semanas después, cuando Chloe ingresa ilegalmente a un satélite del gobierno para ayudar a Clark a averiguar donde se llevó Brainiac a Kara, una agente del FBI le ordena ayudarle a demostrar que Chloe es una espía de gobierno, y en esos momentos ambos desconfían del otro, aunque logran aclarar todo y escapar, gracias a la intervención de Lex. Pero la ayuda de Lex Luthor siempre tiene un precio. Este precio resulta ser la cooperación de Jimmy para que Lois no descubra sus planes en el Ártico, sobre el Proyecto Veritas, y amenaza a Jimmy con mandar a Chloe a la cárcel si no lo ayuda. En un momento dado Jimmy se cansa de seguir órdenes de Lex, y le dice que no hará nada más por él.
Ese mismo día le pide matrimonio a Chloe, pero antes de que esta diera alguna respuesta, los federales entran a The Talon, y se llevan detenida a Chloe. Jimmy acude desesperado a Clark para que le ayude, pero como este desaparece con Lex ese mismo día en el Ártico, el destino de Chloe es incierto durante un mes, que es cuando Clark reaparece, y junto a Lois, rescatan a Chloe, quien realmente no ha sido arrestada por los federales, sino que está en un laboratorio experimental de Lex, por los nuevos y extraordinarios poderes que ésta ha obtenido desde que Brainiac la atacara y dejara en coma.
Cuando Chloe regresa a The Talon, Jimmy le comienza a decir que tal vez se apresuró en su propuesta, pero ésta le responde "Jimmy, sí", aceptando casarse con él.
Unas semanas más tarde, aparece una mujer alienígena llamada Máxima, que busca a su compañero perfecto, y para encontrarlo debe besar en la boca a cuanto hombre se le cruce en el camino, el problema es que estos hombres mueren a los pocos instantes del beso por el exceso de feromonas que ésta expulsa. Ese mismo día, Jimmy encuentra la carta que Chloe le escribió a Clark hace 7 años, cuando ella estaba enamorada de él, y le confesaba sus sentimientos, por lo que éste cree que es el fin de su relación, y se va a beber a un bar, donde Máxima lo besa, dejándolo al borde de la muerte, aunque Clark logra salvarlo, llevándolo al Smallville Medical Center, y ese mismo día se reconcilia con Chloe.
A la semana siguiente, mientras estos regresaban de su fiesta de compromiso, son raptados por un maniático que los tortura para demostrar si son compatibles o no, y aunque reciben algunas descargas eléctricas, este los libera, ambos despiertan en su habitación.
Poco después, Jimmy logra fotografiar a Clark mientras este iba superrápido, por lo que en la foto solo se ve un borrón Roji-Azul, pero esta foto eleva la carrera de Jimmy.
Cabe mencionar que en este tiempo ha aparecido un médico llamado Davis Bloome, y que está interesado en Chloe, y esto despierta los celos de Jimmy.
Pese a que Chloe pierde la memoria (pues Brainiac la prepara para habitar su cuerpo), logra recuperarla gracias a Clark, que intercedió por ella ante Jor-El (aunque también le pidió que le borrara los recuerdos sobre su secreto).
Poco después llega el día de la boda de Jimmy y Chloe, y todo parece estar bien, hasta que Davis (convertido en Doomsday), irrumpe en la boda, atraviesa a Jimmy con su cuerno, y se lleva a Chloe a la Fortaleza de la Soledad.
Después de esto, Jimmy queda en un coma profundo por semanas, y cuando despierta, comienza a sentir celos de Davis hacia Chloe.
El día en que Davis y Doomsday finalmente se dividen en dos, Jimmy descubre el secreto de Clark, y le dice a Chloe que ahora entiende todo lo que ha hecho para protegerlo, le dice que ella también es una heroína. Chloe le revela que si huyó con Davis fue para mantenerlo en calma, y evitar que se convierta en Doomsday, y así salvar a Clark, pero sobre todo a él, sin embargo Davis ha oído todo esto, y atraviesa a Jimmy con una lanza, dejándolo agonizante luego intenta matar a Chloe, pero Jimmy usa su último esfuerzo para empalar a Davis en una púa, por lo que ambos fallecen.
En el entierro de Jimmy, se descubre que su verdadero nombre es Henry James Olsen, por lo que se revela que el no es el fotógrafo que será el mejor amigo de Clark Kent, ya que este es James Bartholomew Olsen, quien resulta ser el hermano menor de Jimmy, que también está en el funeral, y recibe de manos de Chloe la cámara de fotos de su reciente fallecido hermano Henry James, y se retira del funeral con la cámara colgando del cuello.
- Datos: Q9286318